# Aletta de Frey
Aletta de Frey, eigenlijk Anna Alida de Frey, (Amsterdam, 1768 – Mannheim, 1808) was een kopiiste, tekenares en schilderes.
De Frey werd geboren in Amsterdam en op 24 september 1768 als Anna Alida gedoopt in de R.K. Kerk De Lely. Ze was een dochter van Gerrit Ludolf de Freij en Susanna Goders en het tweede kind in een familie bestaande uit drie dochters en twee zonen. Genreschilder en kopiist Jacobus Johannes Lauwers uit Brugge werd de tekenleraar van Anna en haar jongere broer Johannes Pieter de Frey.  Lauwers woonde korte tijd bij hen in huis en trouwde later met de oudste dochter Maria Christina.
De Frey ging op 22 maart 1804 in ondertrouw met Gerhard Pootmann, waarbij ze werd ingeschreven als Anna Aletta. Ze trouwden op 4 april 1804 en verhuisden enige tijd later naar Mannheim. 

## Werk
De Frey was een specialist in kopiëren van schilders als Jan Steen, Gabriël Metsu en Emanuel de Witte. Ze gaf de voorkeur aan interieurs en genrestukken en werkte meestal in waterverf. Olieverfschilderijen van haar hand zijn zeldzaam. Zowel in 1790 als 1810 is er een schilderij van haar hand aangeboden op de veiling. Haar kopieën  bevonden zich in belangrijke verzamelingen, volgens tijdgenoten Van Eijsden en Van der Willegen. Zij vermelden ook dat De Frey tekenles gaf in Amsterdam.